# Kasogis
Los kasogis (del ruso: Касоги) son un pueblo circasiano, que habitaba los territorios al sur del río Kubán. Sometidos por los búlgaros, serían vasallos de los jázaros, y estarían bajo su dominación hasta la caída del imperio, hacia 960. Lucharon contra la invasión de Sviatoslav I de Kiev pero fueron vencidos. Tras la caída del imperio jázaro, organizaron expediciones militares en el Cáucaso pero serían vencidos por los rusos en 1022. Los kasogis son considerados como los ancestros de los adigué.